# Humberto Ballesteros Capasso
Humberto Ballesteros Capasso (Bogotá, 7 de octubre de 1979), escritor colombiano de ascendencia italiana . Además de tres novelas y dos colecciones de cuentos, ha publicado relatos y poemas en revistas de Estados Unidos, Inglaterra, México y Colombia, y su ficción ha sido traducida al inglés, el italiano y el portugués. Ganador del Concurso Nacional de Cuento de la revista La Movida Literaria en 2009. En 2010 recibió el Premio Nacional de Novela Ciudad de Bogotá. En 2015 obtuvo un Ph.D. en Literatura Italiana en Columbia University. EN 2018 fue finalista en el IV Premio Biblioteca de Narrativa Colombiana, organizado por la Universidad EAFIT, con su novela Juego de memoria.

## Obras
Colecciones de cuentos
- Escritor en el aire (Pluma de Mompox, 2011)[3]
- Cuaderno de entomología (Animal Extinto, 2017)

Novelas
- Razones para destruir una ciudad (Alfaguara, 2012; Tusquets, 2021)[4]
- Juego de memoria (Tusquets, 2017) Finalista Premio Biblioteca de Narrativa Colombiana[5]
- Diario de a bordo de un niño astronauta (Tusquets, 2019) [6]